# Gonaxia complexa
Gonaxia complexa är en nässeldjursart som beskrevs av Vervoort 1993. Gonaxia complexa ingår i släktet Gonaxia och familjen Sertulariidae. Inga underarter finns listade i Catalogue of Life.